# Genté
Genté är en kommun i departementet Charente i regionen Nouvelle-Aquitaine i västra Frankrike. Kommunen ligger  i kantonen Segonzac som ligger i arrondissementet Cognac. År 2022 hade Genté 929 invånare.

## Befolkningsutveckling
Antalet invånare i kommunen Genté
Referens:INSEE